# Calomys callosus
Calomys callosus là một loài động vật có vú trong họ Cricetidae, bộ Gặm nhấm. Loài này được Rengger mô tả năm 1830.